# Thomas Laurent (triatleta)
Thomas Laurent (1992) es un deportista francés que compite en duatlón. Ganó una medalla de bronce en el Campeonato Mundial de Duatlón de 2024.

## Palmarés internacional
| Campeonato Mundial | Campeonato Mundial     | Campeonato Mundial | Campeonato Mundial |
| Año                | Lugar                  | Medalla            | Prueba             |
| ------------------ | ---------------------- | ------------------ | ------------------ |
| 2024               | Townsville (Australia) | Medalla de bronce  | Individual         |